# Бермудские Острова на Паралимпийских играх
Бермудские Острова на Паралимпийских играх впервые принял участие в 1996 году на летних Играх в Атланте. На зимних Играх Бермудские Острова участия пока не принимали. Медалей на Играх спортсмены Бермудских Островов пока не завоевали.